# Mistrzostwa Świata U-17 w Piłce Nożnej 2001
Mistrzostwa świata do lat 17 w piłce nożnej 2001 odbyły się w Trynidadzie i Tobago między 13 września a 30 września. Mecze w ramach turnieju odbywały się w 5 miastach: Port-of-Spain, Bacolet, Couva, Malabar oraz Marabella. Mogli w nim wziąć udział piłkarze urodzeni po 1 stycznia 1984.

## Drużyny
| Oman              | 1,2,3 miejsce w kwalifikacjach w strefie azjatyckiej                                      |
| Iran              | 1,2,3 miejsce w kwalifikacjach w strefie azjatyckiej                                      |
| Japonia           | 1,2,3 miejsce w kwalifikacjach w strefie azjatyckiej                                      |
| Nigeria           | 1,2,3 miejsce w kwalifikacjach w strefie afrykańskiej                                     |
| Burkina Faso      | 1,2,3 miejsce w kwalifikacjach w strefie afrykańskiej                                     |
| Mali              | 1,2,3 miejsce w kwalifikacjach w strefie afrykańskiej                                     |
| Stany Zjednoczone | zwycięzca grupy A, zwycięzca grupy B i zwycięzca play-off kwalifikacji w strefie CONCACAF |
| Kostaryka         | zwycięzca grupy A, zwycięzca grupy B i zwycięzca play-off kwalifikacji w strefie CONCACAF |
| Brazylia          | 1,2,3 miejsce w kwalifikacjach w strefie CONMEBOL                                         |
| Argentyna         | 1,2,3 miejsce w kwalifikacjach w strefie CONMEBOL                                         |
| Paragwaj          | 1,2,3 miejsce w kwalifikacjach w strefie CONMEBOL                                         |
| Australia         | zwycięzca kwalifikacji w strefie Oceanii                                                  |
| Hiszpania         | 1,2,3 miejsce w kwalifikacjach w strefie europejskiej                                     |
| Francja           | 1,2,3 miejsce w kwalifikacjach w strefie europejskiej                                     |
| Chorwacja         | 1,2,3 miejsce w kwalifikacjach w strefie europejskiej                                     |
| Trynidad i Tobago | gospodarz                                                                                 |

## Grupa A
| Zespół            | Pkt | M | W | R | P | Br+ | Br- | +/- |
| ----------------- | --- | - | - | - | - | --- | --- | --- |
| Brazylia          | 9   | 3 | 3 | 0 | 0 | 10  | 2   | +8  |
| Australia         | 6   | 3 | 2 | 0 | 1 | 5   | 1   | +4  |
| Chorwacja         | 3   | 3 | 1 | 0 | 2 | 3   | 8   | -5  |
| Trynidad i Tobago | 0   | 3 | 0 | 0 | 3 | 2   | 9   | -7  |

| 13 września 2001 | Trynidad i Tobago · Nkosi Blackman 57' | 1 – 20 – 1 | Chorwacja · 43-karny' Niko Kranjčar · 67-karny' Niko Kranjčar | Port-of-Spain Widzów: 10 500 Sędzia: Daniel Gimenez |
|                  |                                        |            |                                                               |                                                     |

| 14 września 2001 | Australia | 0 – 10 – 0 | Brazylia · 76' Anderson Costa | Port-of-Spain Widzów: 10 800 Sędzia: Michal Beneš |
|                  |           |            |                               |                                                   |

| 16 września 2001 | Trynidad i Tobago | 0 – 10 – 0 | Australia · 55' Fred Agius | Port-of-Spain Widzów: 25 100 Sędzia: Alexandru Tudor |
|                  |                   |            |                            |                                                      |

| 16 września 2001 | Chorwacja · Dejan Prijić 6' | 1 – 31 – 1 | Brazylia · 7' Bruno dos Santos Moraes · 57' Leandro do Bonfim · 77' Caetano Prósperi Calil | Port-of-Spain Widzów: 25 100 Sędzia: Rodolfo Sibrian |
|                  |                             |            |                                                                                            |                                                      |

| 19 września 2001 | Brazylia · Malzoni 6' · Caetano Prósperi Calil 16' · Julius James 36-samobójcza' · Caetano Prósperi Calil 41' · Caetano Prósperi Calil 59' · José Antonio de Miranda da Silva Júnior 88' | 6 – 14 – 0 | Trynidad i Tobago · 61' Jerol Frobes | Port-of-Spain Widzów: 26 000 Sędzia: Hussein Issa |
|                  | |            |                                      |                                                   |

| 19 września 2001 | Chorwacja | 0 – 40 – 2 | Australia · 37' Terry Smith · 40' Anthony Danze · 46' Anthony Danze · 66' Anthony Danze | Port-of-Spain Widzów: 20 228 Sędzia: Chukwudi Chukwujekwu |
|                  |           |            |                                                                                         |                                                           |

## Grupa B
| Zespół            | Pkt | M | W | R | P | Br+ | Br- | +/- |
| ----------------- | --- | - | - | - | - | --- | --- | --- |
| Nigeria           | 9   | 3 | 3 | 0 | 0 | 8   | 1   | +7  |
| Francja           | 6   | 3 | 2 | 0 | 1 | 11  | 6   | +5  |
| Japonia           | 3   | 3 | 1 | 0 | 2 | 2   | 9   | -7  |
| Stany Zjednoczone | 0   | 3 | 0 | 0 | 3 | 3   | 8   | -5  |

| 14 września 2001 | Stany Zjednoczone | 0 – 1 | Japonia · 43' Yutaro Abe | Bacolet Sędzia: Paulo De Oliveira |
|                  |                   |       |                          |                                   |

| 14 września 2001 | Francja · Florent Sinama-Pongolle 87' | 1 – 2 | Nigeria · 24' Karimu Shaibu · 75' Victor Brown | Bacolet Sędzia: Ramesh Ramdhan |
|                  |                                       |       |                                                |                                |

| 16 września 2001 | Japonia | 0 – 4 | Nigeria · 35' Karimu Shaibu · 39' Femi Opabunmi · 83' Victor Brown · 90+1-karny' Temile | Bacolet Sędzia: Lucilo Cardozo Batista |
|                  |         |       |                                                                                         |                                        |

| 16 września 2001 | Stany Zjednoczone · Mike Magee 19' · Julio Colombo 28-samobójcza' · Johnson 75' | 3 – 5 | Francja · 4' Florent Sinama-Pongolle · 31' Samuel Piètre · 48' Mourad Meghni · 60'Florent Sinama-Pongolle · 65' Florent Sinama-Pongolle | Bacolet Sędzia: Im Eun Ju |
|                  |                                                                                 |       | |                           |

| 19 września 2001 | Nigeria · Karimu Shaibu 32' · Moses Ayuba 58' | 2 – 0 | Stany Zjednoczone | Bacolet Sędzia: Harry Attison |
|                  |                                               |       |                   |                               |

| 19 września 2001 | Japonia · Kishō Yano 6' | 1 – 5 | Francja · 11' Samuel Piètre · 13' Florent Sinama-Pongolle · 15' Stéphen Drouin · 54' Florent Sinama-Pongolle · 57' Florent Sinama-Pongolle | Bacolet Sędzia: Daniel Gimenez |
|                  |                         |       | |                                |

## Grupa C
| Zespół       | Pkt | M | W | R | P | Br+ | Br- | +/- |
| ------------ | --- | - | - | - | - | --- | --- | --- |
| Argentyna    | 7   | 3 | 2 | 1 | 0 | 9   | 4   | +5  |
| Burkina Faso | 5   | 3 | 1 | 2 | 0 | 4   | 3   | +1  |
| Hiszpania    | 3   | 3 | 1 | 0 | 2 | 4   | 6   | -2  |
| Oman         | 1   | 3 | 0 | 1 | 2 | 2   | 6   | -4  |

| 15 września 2001 | Oman · Mohammed Mubarek Al Hinai 22' | 1 – 21 – 0 | Hiszpania · 50' Fernando Torres · 90+2' Melli | Couva Widzów: 7500 Sędzia: Samuel Richard Contreras |
|                  |                                      |            |                                               |                                                     |

| 15 września 2001 | Argentyna · Lucas Alberto Correa Belmonte 2' · Maximiliano Gaston López 90+2-karny' | 2 – 21 – 1 | Burkina Faso · 22' Wilfried Sanou · 79' Henoc Conombo | Couva Widzów: 7500 Sędzia: Harry Attison |
|                  |                                                                                     |            |                                                       |                                          |

| 17 września 2001 | Hiszpania | 0 – 1 | Burkina Faso · 41-karny' Wilfried Sanou | Marabella Widzów: 7500 Sędzia: Kristinn Jakobsoon |
|                  |           |       |                                         |                                                   |

| 17 września 2001 | Oman | 0 – 3 | Argentyna · 10' Maximiliano López · 37' Carlos Tévez · 52-karny' Hugo Colace | Marabella Sędzia: Raphael Divine Evehe |
|                  |      |       |                                                                              |                                        |

| 19 września 2001 | Burkina Faso · Abdoul-Aziz Nikiema 22' | 1 – 1 | Oman · 33' Mohammed Mubarek Al Hinai | Couva Widzów: 7000 Sędzia: Alexandru Tudor |
|                  |                                        |       |                                      |                                            |

| 19 września 2001 | Hiszpania · Guillem Bauzà Mayol 23' · José Manuel Lafuente Garrido 30' | 2 – 4 | Argentyna · 3-karny' Hugo Colace · 57' Maximiliano López · 72' Pablo Zabaleta · 83' Marcos Sebastián Aguirre | Couva Sędzia: Rodolfo Sibrian |
|                  |                                                                        |       | |                               |

## Grupa D
| Zespół    | Pkt | M | W | R | P | Br+ | Br- | +/- |
| --------- | --- | - | - | - | - | --- | --- | --- |
| Kostaryka | 6   | 3 | 2 | 0 | 1 | 5   | 2   | +3  |
| Mali      | 6   | 3 | 2 | 0 | 1 | 4   | 2   | +2  |
| Paragwaj  | 6   | 3 | 2 | 0 | 1 | 5   | 6   | -1  |
| Iran      | 0   | 3 | 0 | 0 | 3 | 2   | 6   | -4  |

| 15 września 2001 | Mali · Alain Claude Traoré 76' | 1 – 20 – 0 | Paragwaj · 52' Blas López · 86-karny' Aldo Jara | Malabar Widzów: 4500 Sędzia: Hussein Issa |
|                  |                                |            |                                                 |                                           |

| 15 września 2001 | Iran | 0 – 20 – 0 | Kostaryka · 51' Armando Alonso · 76' Randall Azofeifa | Malabar Widzów: 6500 Sędzia: Chukwudi Chukwujekwu |
|                  |      |            |                                                       |                                                   |

| 17 września 2001 | Paragwaj | 0 – 30 – 0 | Kostaryka · 75' Armando Alonso · 82' Randall Azofeifa · 84' Armando Alonso | Malabar Sędzia: Michal Beneš |
|                  |          |            |                                                                            |                              |

| 17 września 2001 | Mali · Mamoutou Coulibaly 38' | 1 – 0 | Iran | Malabar Sędzia: Ramesh Ramdhan |
|                  |                               |       |      |                                |

| 20 września 2001 | Kostaryka | 0 – 2 | Mali · 20' Mamoutou Coulibaly · 33' Drissa Diarra | Malabar Sędzia: Paulo De Oliveira |
|                  |           |       |                                                   |                                   |

| 20 września 2001 | Paragwaj · Andrés Pérez Matto 19' · Andrés Pérez Matto 42' · Aldo Jara 66' | 3 – 2 | Iran · 81' Mansour Ahmadzadeh · 90+3' Mansour Ahmadzadeh | Malabar Sędzia: Kristinn Jakobsoon |
|                  |                                                                            |       |                                                          |                                    |

## Ćwierćfinał
| 23 września 2001 | Brazylia · Francisco Terra Alberoni 70' | 1 – 21 – 0 | Francja · 38' Florent Sinama-Pongolle · 40' Anthony Le Tallec | Bacolet Widzów: 7500 Sędzia: Ramesh Ramdhan |
|                  |                                         |            |                                                               |                                             |

| 23 września 2001 | Nigeria · Femi Opabunmi 24-karny' · Femi Opabunmi 69' · Femi Opabunmi 79' · Suleiman Mohammed 81' · Omonigho Temile 85' | 5 – 1 | Australia · 86' Matthew Engele | Bacolet Widzów: 8000 Sędzia: Chukwudi Chukwujekwu |
|                  | |       |                                |                                                   |

| 24 września 2001 | Argentyna · Gonzalo Rodríguez 38' · Mauro Fanari 96' | 2 – 11 – 1 | Mali · 35' Drissa Diarra | Marabella Widzów: 8000 Sędzia: Lucilo Cardozo Batista |
|                  |                                                      |            |                          |                                                       |

| 24 września 2001 | Kostaryka | 0 – 20 – 0 | Burkina Faso · 56' Paul Gorogo · 84' Wilfried Sanou | Marabella Widzów: 8700 Sędzia: Samuel Richard Contreras |
|                  |           |            |                                                     |                                                         |

## Półfinał
| 27 września 2001 | Francja · Anthony Le Tallec 56' · Jérémy Berthod 58' | 2 – 10 – 0 | Argentyna · 49' Carlos Tévez | Port-of-Spain Widzów: 9200 Sędzia: Raphael Divine Evehe |
|                  |                                                      |            |                              |                                                         |

| 27 września 2001 | Nigeria · Femi Opabunmi 4-karny' | 1 – 0 | Burkina Faso | Malabar Sędzia: Samuel Richard Contreras |
|                  |                                  |       |              |                                          |

## Mecz o trzecie miejsce
| 30 września 2001 | Argentyna | 0 – 20 – 1 | Burkina Faso · 30' Paul Gorogo · 78' Henoc Conombo | Port-of-Spain Widzów: 25 000 Sędzia: Hussein Issa |
|                  |           |            |                                                    |                                                   |

## Finał
| 30 września 2001 | Francja · Florent Sinama-Pongolle 34' · Anthony Le Tallec 53' · Samuel Piètre 81' | 3 – 01 – 0 | Nigeria | Port-of-Spain Widzów: 20 790 Sędzia: Lucilo Cardozo Batista |
|                  |                                                                                   |            |         |                                                             |

## Klasyfikacja strzelców
| Zespół   | Zawodnik                | Gole |
| -------- | ----------------------- | ---- |
| Francja  | Florent Sinama-Pongolle | 9    |
| Nigeria  | Femi Opabunmi           | 5    |
| Brazylia | Caetano                 | 4    |

## Inne
- Nigeria otrzymała nagrodę fair-play turnieju.